# Maurice Lafosse
Maurice Lafosse, né à Mons le 5 novembre 1934, est un homme politique belge, membre du Parti socialiste.

## Biographie
Maurice Lafosse fait ses études l'Athenée royal de Mons. En 1949, il travaille pendant un an au gaz mais il reprend ses études à l'école industrielle. Diplômé en électronique, il devient ensuite technicien-radiologue à l'hôpital Saint-Georges (l'actuel hôpital Ambroise Paré) et secrétaire régional de la CGSP, il entre en politique à partir de 1968 où il collabore auprès du secrétaire d'État à l'Économie régionale wallonne, Fernand Delmotte.
Léo Collard lui ayant demandé de prendre en charge la section socialiste de Cuesmes (Mons), il s'installe dans cette localité où il est élu conseiller communal en 1970. Il devient échevin en 1972 et, après la fusion des communes de 1977, il est échevin de Mons. En 1989, après avoir écarté Elio Di Rupo qui, malgré une mauvaise position sur la liste, avait récolté plus de voix que lui aux élections, Maurice Lafosse devient bourgmestre de Mons. Il est réélu en 1994 à ce poste.
Au niveau national, Maurice Lafosse est élu député en 1981 et ensuite sénateur provincial.
Il a été président des intercommunales Ambroise Paré, Imobelec et So.Re.Lo.Bo, du B.I.P. (Bilan Initiative et Perspective) ainsi que du RAEC Mons.